# Sassari (stacja kolejowa)
Sassari (włoski: Stazione di Sassari) – stacja kolejowa w Sassari, na Sardynii, we Włoszech. Stacja została otwarta w 1884. Znajdują się tu 3 perony.

## Historia
Stacja została wybudowana przez Compagnia Reale delle Ferrovie Sarde w XIX wieku i została otwarta w 1884 roku, dwanaście lat po pierwszym pociągu ówczesnej Ferrovie Reali, który dotarł do stolicy Turritano, a cztery lata po zakończeniu połączenia kolejowego z Cagliari. Z architektonicznego punktu widzenia stacja przedstawiała klasyczną elewację budynku, a następnie została zmodyfikowana kilka razy w ciągu swojej historii, z wydłużeniem części bocznej i podnoszenia planu centralnej części budynku.